# Шрифт

Полуустав

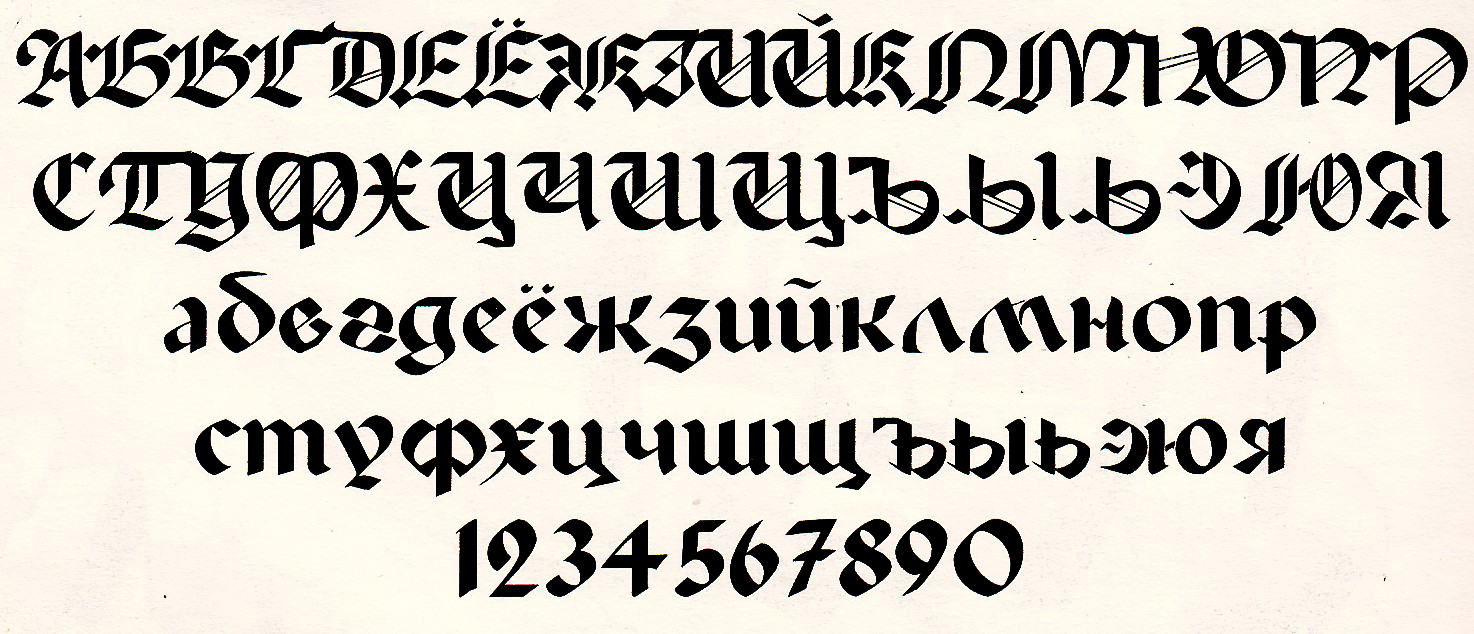
Цифры и русские буквы в стиле готического шрифта

Шрифт (нем. Schrift от schreiben «писать») — графический рисунок начертаний букв и знаков, составляющих единую стилистическую и композиционную систему, набор символов определённого размера и рисунка. 
Шрифты делятся на рисованные (англ. Lettering) и наборные (англ. Type). К первой группе относятся любые ненаборные шрифты и чаще всего надписи, выполненные вручную. Каждая буква рисованного шрифта может быть уникальной, штрихи могут наноситься не за один раз, а в несколько приёмов. В наборном шрифте каждая буква является копией (отпечатком) с заранее подготовленной формы. Одна и та же буква обычно отображается одинаково с поправкой на несовершенство техники воспроизведения. Наборные шрифты по технологии воспроизведения можно разделить на типографские и компьютерные. Типографским шрифтом называется комплект типографских литер, предназначенных для набора текста механическим способом. Компьютерный шрифт  — полный набор символов для печати или отображения на экране монитора определенной гарнитуры. 
Группа шрифтов разных начертаний и кеглей, имеющих одинаковый стиль, называется гарнитурой.

## История развития шрифтов
- Первой письменной формой передачи мысли была пиктография — рисунки на стенах пещер и на скалах.
- Узелковое письмо.
- Идеография — следующий этап после пиктограмм.
- Иероглифы Древнего Египта, знаки-символы были предшественниками современного письма. Немного позже иероглифы использовались для передачи начального звука названия предмета, явления, события, но полного перехода на фонетическое письмо не произошло.
- Первый алфавит литературно-фонетического письма создали финикийцы. Этот алфавит стал первоисточником большинства алфавитов мира — греческого, латинского, кириллического и прочих.
- Греки усовершенствовали финикийский алфавит, введя в него гласные звуки-литеры. Знаки литеры его очень простые, имеют чёткие линии одной толщины, и состоят из простых геометрических форм — круга, треугольника, отрезка. Древнегреческий алфавит стал первым алфавитом в Европе.

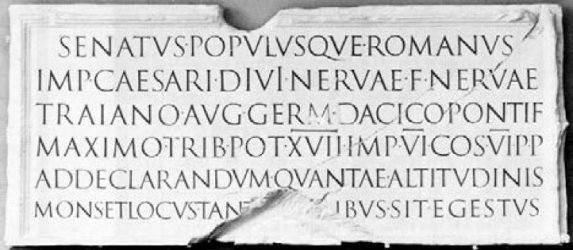
Образец римского капитального письма. Надпись на колонне Траяна в Риме

- Латинский и кириллический алфавиты построены на единой графической основе и возникли они с древнегреческих надписей — капиталов.Образец римского капитального письма. Надпись на колонне Траяна в РимеМаюскул высекался на каменных плитах, колоннах, триумфальных арках. Одним из видов рукописного маюскула было письмо квадрата. Литеры такого письма характеризуются плавными утолщениями и засечками. Более узкие и декоративные литеры — рустика. Ещё один вариант рукописного римского письма — курсив.
- В VI веке появляется новый стиль письма — унциал. Литеры этого шрифта характеризовались выступом концов за пределы верхних и нижних линий ряда. Развитие данного шрифта является полуунциал. Этот период стал переходным от маюскульного письма к минускульному.
- В IX веке распространяется каролингский минускул — шрифт, литеры которого используются и в наше время.
- В XI—XII веках развивается готическое письмо. Готический шрифт имеет множество разновидностей по характеру начертания: текстура, бастарда, ротунда, декоративный, ломбардские версалы, а позже фрактура.
- Круглоготический, швабский шрифт стал переходной формой к письму эпохи Возрождения. В это время возрастает внимание ко всему античному, копии античных текстов переписывают шрифтом, получившим название «антиква». В это же время появляются первые трактаты про строение литер на основе квадрата, его диагоналей и вписанного в квадрат круга. Автор трактата Лука Пачоли.
- В трактате Жоффруа Тори «Цветущий луг», литеры построены в квадрате, со сторонами, поделенными на 10 частей.
- Альбрехт Дюрер разработал свой шрифт, литеры которого также вписывались в квадрат.

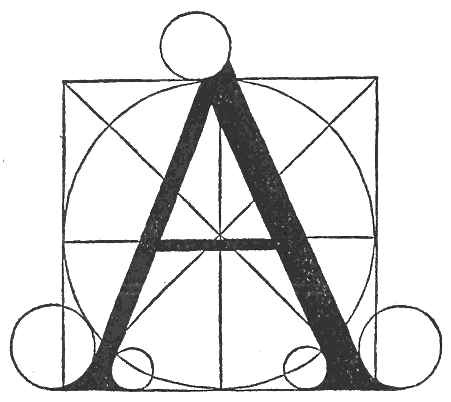
Литера «А». Лука Пачоли, 1509 г.
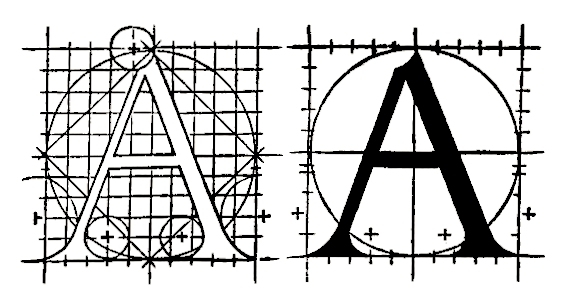
Литера «А». «Цветущий луг», Жоффруа Тори, 1526 г.
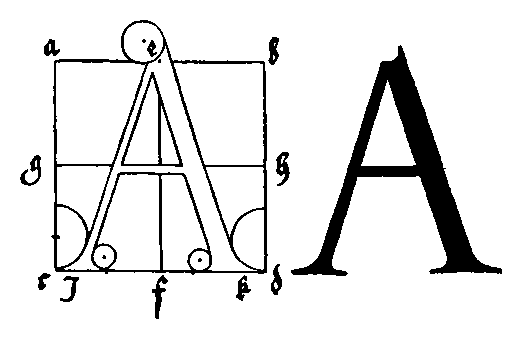
Литера «А». Альбрехт Дюрер, 1528 г.

В XV веке типографы изготовили новые печатные шрифты. Среди пионеров были Николя Жансон, Альд Мануций и Клод Гарамон. Шрифт Гарамона стал основой для множества современных шрифтов. В нём гармонично объединились невысокая контрастность, плавный переход от основного штриха к причёске, округлость и уклон осей в литерах О, С, Ю.

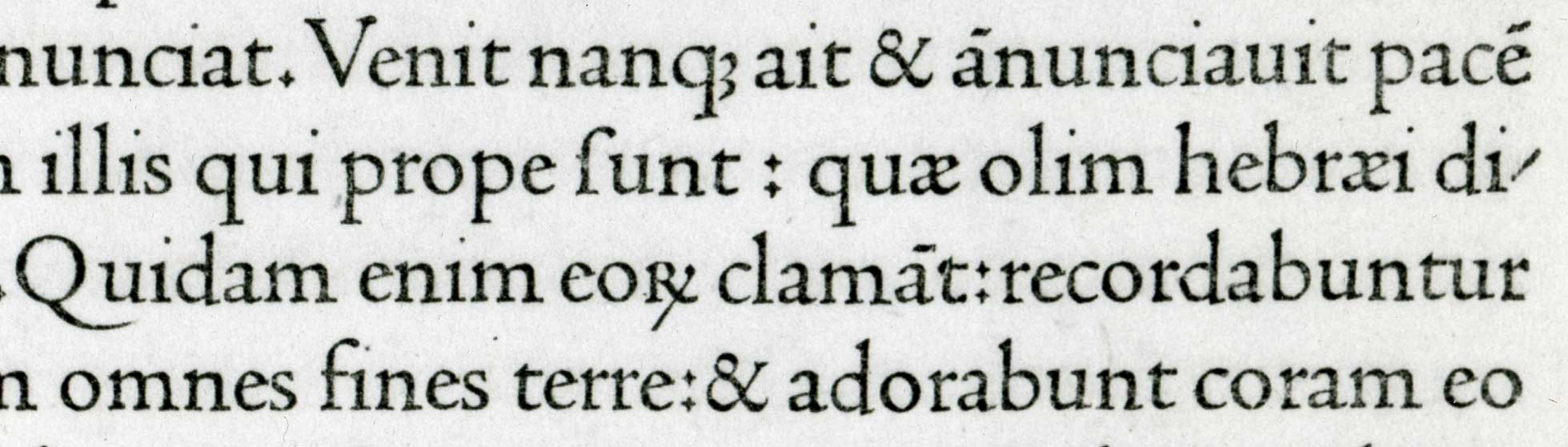
Шрифт Николя Жансона
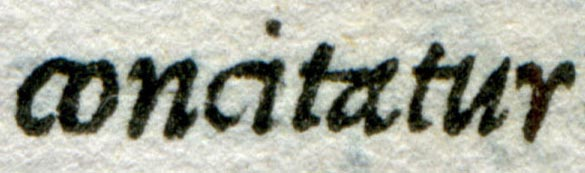
Шрифт Альда Мануция
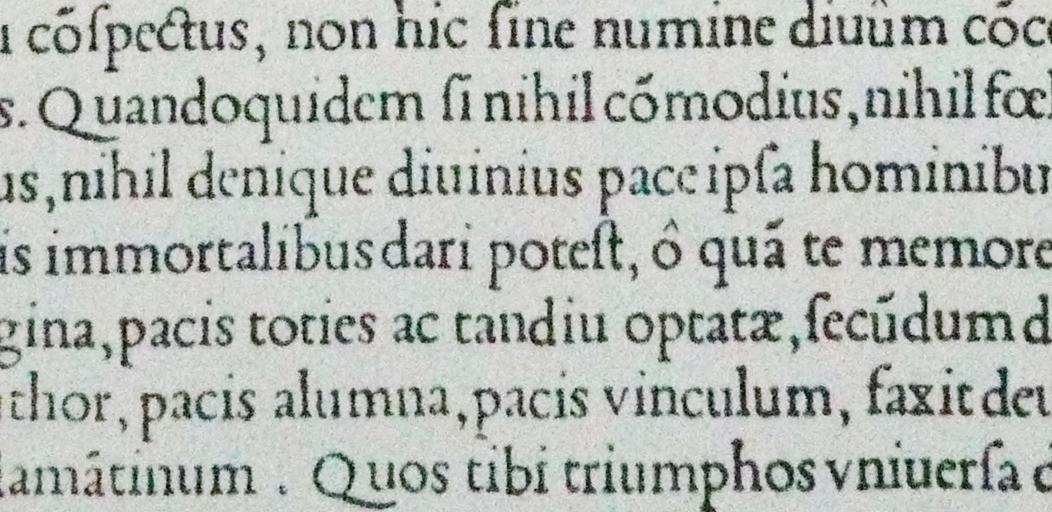
Шрифт Клода Гарамона

Дальнейшее развитие искусство шрифта получило во второй половине XVIII — начале XIX веков в шрифтах Дидо. 

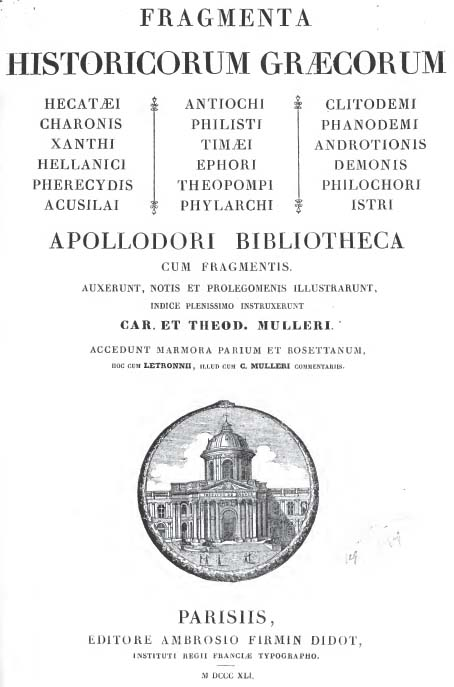
Титул первого тома собраний фрагментов греческих историков Мюллера. Париж, изд. Дидо, 1841 год

### Славянские шрифты
В XVIII веке, наряду с европейскими начинают развиваться и русские шрифты, которые до этого развивались самостоятельно, имели основу греческую и назывались кириллица и глаголица.

Самые древние шрифты — устав и полуустав — выполнялись со всей строгостью и чёткостью, следуя правилу — уставу — от чего и пошли их названия. С развитием письменности появилась скоропись, которая отличалась быстрым, свободным стилем, с росчерками, петлями, выходящими далеко за границы рядов. Скоропись становится искусством каллиграфии XVII веке. Ею писались грамоты и официальные документы. 

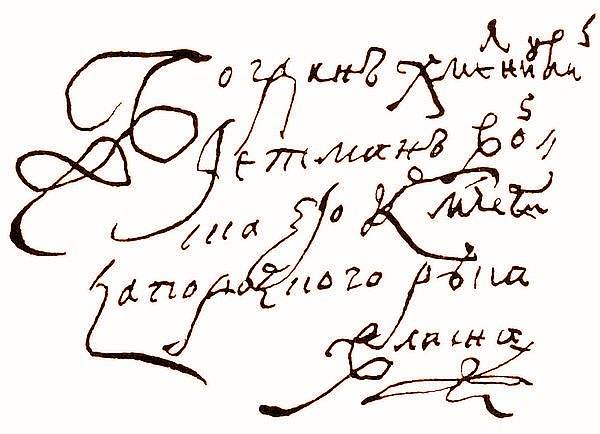
Подпись Богдана Хмельницкого, выполненная скорописью: «Богданъ Хмелницкий, Гетманъ войска Запорож[с]кого, его к[оролевской] м[и]łости рука власна»

Устав, полуустав, скоропись, вязь — это формы рукописного шрифта. В середине XVI века появились первые книги, выполненные типографским шрифтом. Одной из таких книг была «Апостол» Ивана Фёдорова, изданная в 1564 году.
Новый книжный гражданский шрифт был утверждён Петром I и введён в 1708 году. Он был чёткий, округлый и рациональный — некий синтез традиционных шрифтов и антиквы.

### Современные шрифты
На рубеже XVIII—XIX веков в искусстве шрифтов произошли значительные изменения — появились новые разнообразные шрифты для разных потребностей (книг, газет, плакатов, афиш, рекламы). Был разработан новый шрифт — египетский, который отличался одинаковой толщиной всех линий и засечек. Немного позже появился шрифт гротеск (рубленый), линии литер которого были одинаковой толщины, но засечек не имели. Было разработано целое семейство гротескных шрифтов.
XX век породил новые гротескные и рубленые шрифты, которые подчёркивали новый стиль в архитектуре и искусстве — конструктивизм. Среди новых шрифтов пользуются популярностью футура Пауля Реннера, пеньо Адольфа Кассандра, эрбар-гротеск Якова Эрбара и гилл-гротеск Эрика Гилла.

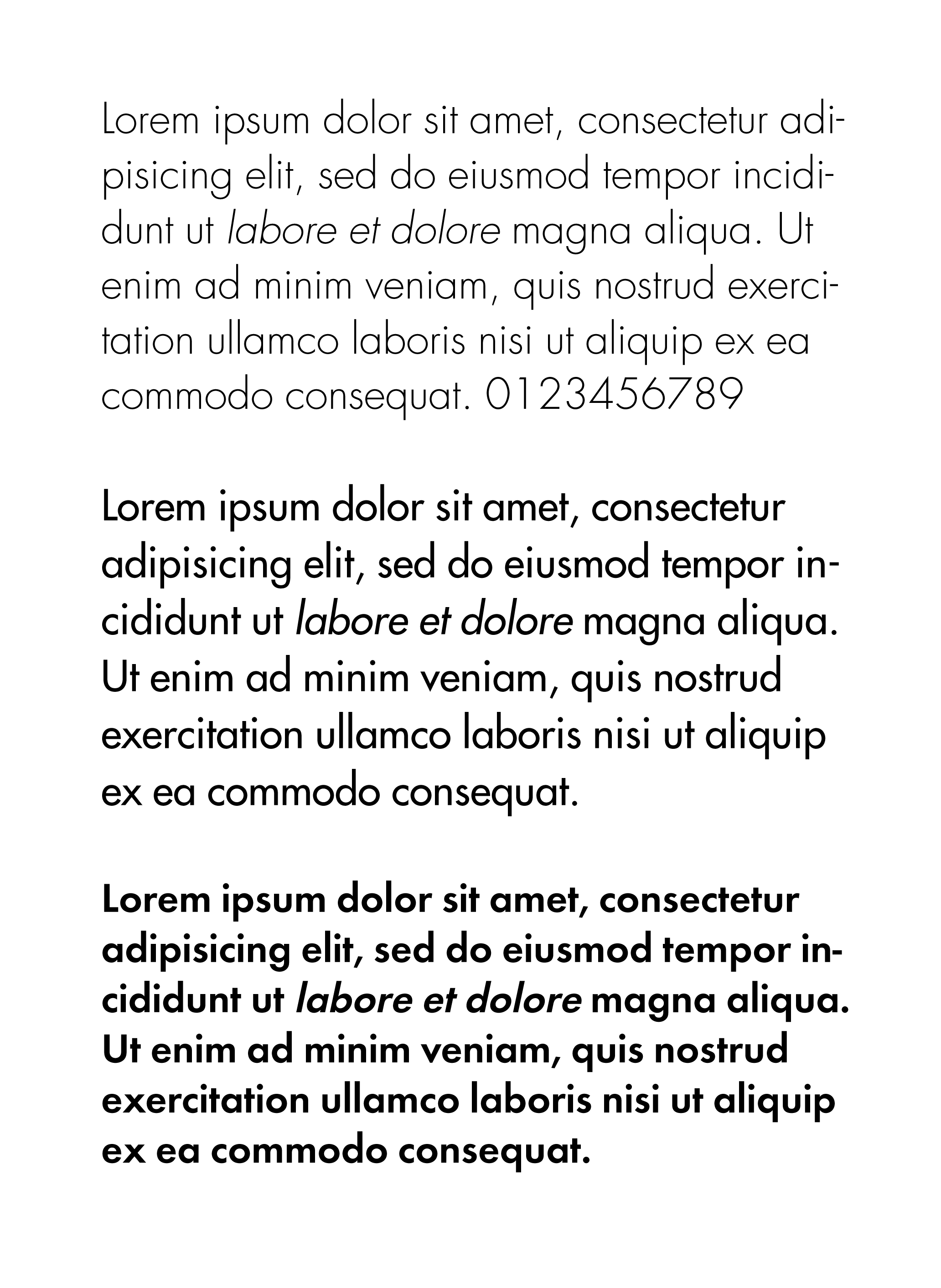
Футура Пауля Реннера
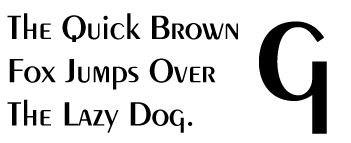
Пеньо Адольфа Кассандра
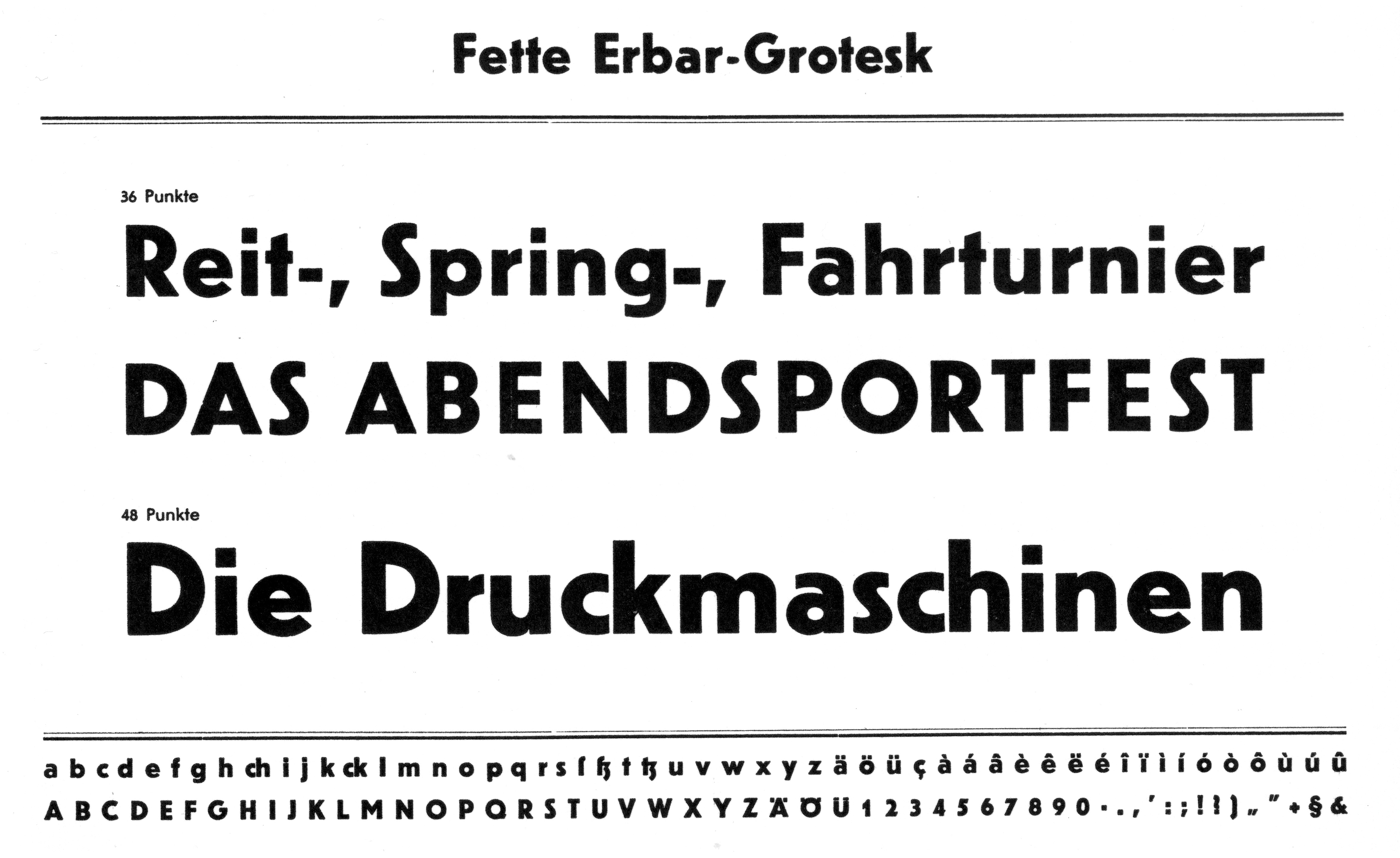
Эрбар-гротеск Якоба Эрбара
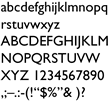
Гилл-гротеск Эрика Гилла
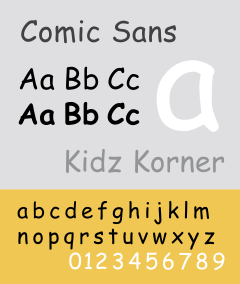
Гуманистический гротеск и "детский" шрифт Винсента Конара

## Основные характеристики шрифтов
- наклонность: прямой, или римский (roman); курсив (italic); «механически наклонный» (slanted);
- насыщенность (weight), отношение толщины штриха к высоте буквы: тонкий, светлый, нормальный, полужирный, жирный, чёрный;
- плотность (width), отношение ширины к высоте букв: нормальный, узкий, широкий;
- пропорциональность: моноширинный, пропорциональный;
- контрастность (contrast), соотношение толщин основного и соединительного штрихов;
- размер (кегль) в пунктах (1 пункт = 1/72 дюйма);
- чёткость: чёткий, размытый;
- оптический размер;
- ёмкость (compactness), количество знаков в заданном кегле, которые умещаются на отрезке определённой длины: убористый, объёмистый.

Кегль — включает высоту букв с выносными элементами и пробельное расстояние снизу неё. Величина кегля определяется числом пунктов. Самые распространённые кегли для текстовых шрифтов — 6, 7, 8, 10, 11, 12; шрифты 4 и 5 кеглей употребляются очень редко.

### Художественный облик шрифтов
- Декоративный.
- Динамичный.
- Изящный. Римский капитальный, антиква, академические шрифты. Используются для литературных и искусствоведческих текстов, оформления архитектурных проектов, написания текстов на мемориальных досках.
- Курсив. Применяется для написания текстов почётных грамот, поздравительных адресов, поздравлений и приглашений.
- Монументальный. Рубленый плакатный, брусковый шрифт и гротеск. Применяется для написания лозунгов, плакатов, транспарантов.
- Свободный.
- Строгий. Применяется на диаграммах, схемах, графиках, технических и производственных плакатах, указателях.
- Фольклорный (украинский, арабский и т. д.).

## Типографская система мер
Система измерения шрифта. Не совпадает с метрической системой и использует в качестве единицы измерения пункт (point). Разработана в 1737 году Пьером Фурнье (Pierre Simon Fournier). В конце 1785 г. усовершенствована Фирменом Дидо (Firmin Didot). Система была создана окончательно точной. После проверки системы во многих странах мира (даже при 0° С) она была принята во многих странах Европы: Франции, Германии, Италии, России и др. В 1878 году  было принято решение создать по аналогии и англо-американскую систему
в основе которой лежал размер английского пункта. Сейчас применяются две системы измерений, различающиеся размером пункта: система Дидо (Didot point system), где 1 пункт равен 0,3759 мм, и англо-американская система (Anglo-American point system), где 1 пункт равен 0,3514 мм. В Европе и в России традиционно используется система Дидо, но в компьютерном наборе в основном по умолчанию применяется англо-американская система. Во многих компьютерных верстальных программах пункт определяется для простоты как 1/72 дюйма (0,3528 мм). В профессиональных издательских пакетах существует возможность выбора системы измерений (метрической, дюймовой, Дидо или англо-американской).
В полиграфии наряду с метрической используется типографская система измерений. Эта система была разработана в 1785 г. французом Дидо, поэтому и систему измерений часто называют системой Дидо. В основу типографской системы положен французский дюйм, так как во время её разработки ещё не была принята метрическая система. Впоследствии попытка привести типографскую систему измерений в соответствие с метрической не увенчалась успехом, так как, во-первых, для этого пришлось бы заменить все наборные материалы и часть деталей в печатных машинах, а во-вторых, это было проблематично, поскольку наименьшая единица метрической системы (миллиметр) слишком крупна для типографских измерений.
Основными единицами типографской системы мер являются 1 пункт (равный 1/72 французского дюйма), 1 цицеро (равный  12 пунктов) и 1 квадрат (равный 4 цицеро или 48 пунктов):
- 1 п. = 1/2660 м = 0,3759 мм ≈ 0,376 мм;
- 1 циц. = 4,512 мм ≈ 4,5 мм;
- 1 кв. = 18,048 мм ≈ 18 мм.

При компьютерном наборе используется англо-американский типографский пункт (point), равный 0,3528 мм. Для перевода англо-американской системы измерений в типографскую пользуются соотношением: 1 points=0,9348 п.; 1 п.=1,0697 points. Более крупная единица 1 пика (pica) равна 12 п. (≈4,22 мм).
Единицы типографской системы мер, применяемые для обозначения кегля. В типографской практике размеры шрифта по кеглю обозначают числом пунктов или соответствующей единицей типографской системы мер, содержащей данное число пунктов.
При наборе текстов, таблиц, формул наиболее широко применяют шрифты следующих кеглей:
- Цицеро — кегль 12 п. Именно шрифтом этого размера (цицеро) некогда впервые были набраны знаменитые речи Цицерона, и он рекомендован как один из наиболее удобочитаемых.
- Корпус — кегль 10 п.
- Боргес («гражданский») — кегль 9 п.
- Петит («маленький») — кегль 8 п.
- Нонпарель («несравненный») — кегль 6 п.

Значительно реже (лишь в специальных видах изданий или для заголовков) применяют следующие шрифты (по кеглю):
- Бриллиант (четверть цицеро) — кегль 3 п.
- Диамант (полупетит) — кегль 4 п.
- Перл («жемчуг») — кегль 5 п.
- Миньон («любимый») — кегль 7 п.
- Миттель («средний») — кегль 14 п.
- Терция («одна треть квадрата») — кегль 16 п.
- Текст — кегль 20 п. Шрифтом этого размера был набран текст библии Гутенберга, одной из первых печатных книг.

## Плотность и насыщенность шрифта
Плотность шрифта определяется отношением ширины знаков типа «н», «п», «и» строчных к их высоте (в процентах), для нормальных шрифтов кегля 10 пунктов это отношение колеблется от 60 до 85 %.
Насыщенность шрифта определяется отношением толщины основного штриха знаков к высоте строчных букв; для светлых шрифтов кегля 10 пунктов это отношение должно быть не более 23 %.

## Группы стандартных шрифтов
Шрифты по характеру их графического построения (контрастность, размер и форма засечек) разделены на шесть основных групп:
- рубленые шрифты — не имеющие засечек;
- шрифты с едва наметившимися засечками — с несколько утолщёнными концами вертикальных штрихов;
- медиевальные — с умеренной контрастностью и небольшими засечками, близкими по форме к треугольнику; оси округлых букв с небольшим наклоном;
- обыкновенные шрифты — с контрастными штрихами и тонкими длинными засечками, соединяющимися с вертикальными штрихами под прямым углом; оси округлых букв вертикальны;
- брусковые шрифты — неконтрастные или малоконтрастные, с длинными утолщенными засечками в форме брусков, соединенными с основными штрихами под прямым углом или с лёгким закруглением;
- новые малоконтрастные шрифты — малоконтрастные, с длинными утолщенными засечками, преимущественно с закругленными концами, соединенными с основными штрихами под прямым углом или с лёгким закруглением.

Шрифты, рисунок которых сильно отличается от рисунка перечисленных групп шрифтов, объединяются в дополнительную группу.

## Гарнитура шрифта
Гарнитура — комплект шрифтов одного рисунка, но разных размеров (кеглей) и начертаний, характер рисунка.

## Удобочитаемость и используемый шрифт
Скорость восприятия отдельных знаков и текста в целом при чтении определяет удобочитаемость шрифта.
Удобочитаемость зависит практически от всех параметров шрифта: гарнитуры, кегля и начертания; от параметров набора: формата строк и интерлиньяжа; а также от квалификации читателя.
Шрифт же литературной гарнитуры обладает хорошей удобочитаемостью во всех кеглях. Для подготовленного читателя лучшей удобочитаемостью характеризуется шрифт прямого нормального светлого начертания, гарнитур: Банниковской, Новой газетной, Журнальной и Школьной.
Использование шрифта большого кегля и большой ширины улучшает удобочитаемость, поэтому нежелательно с целью увеличения ёмкости набора увлекаться уменьшением ширины литер. Шрифты с более широким очком одного и того же кегля имеют лучшую удобочитаемость: например, шрифт Кудряшевской словарной гарнитуры (разработанный специально для издания БСЭ) кг. 8 п., обладает примерно такой же удобочитаемостью, как шрифт Академической гарнитуры кг. 10 п.
Соотношение ширины и высоты очка букв также влияет на удобочитаемость. Оптимальное соотношение 3/4.
Увеличение интерлиньяжа улучшает удобочитаемость, но уменьшает ёмкость полосы набора (то есть число знаков на полосе).
Размер междусловных пробелов также влияет на удобочитаемость, рекомендуемая величина междусловного пробела от 1/2 до 3/4 кегля шрифта. На удобочитаемость влияет также соотношение кегля шрифта и формата строк. Например, при наборе текста шрифтом кг. 16 п. наиболее удобочитаема строка форматом от 7,5 кв. и более; при наборе текста шрифтом кг. 10 п. удобнее читать строку форматом 4—6,5 кв., а при наборе кг. 8 п. — 3—4 кв. Поэтому в газете форматы строк наименьшие, а в книгах для детей, набранных крупным шрифтом, наибольшие.
Для проверки удобочитаемости шрифта используются панграммы.

### Панграмма
Панграмма (c греч. «каждая буква»), или разнобуквица — текст, использующий все или почти все буквы алфавита. Панграммы используются для демонстрации шрифтов, проверки передачи текста по линиям связи, тестирования печатающих устройств и т. п.
Без «ъ»:
- Друг мой эльф! Яшке б свёз птиц южных чащ!
- В чащах юга жил бы цитрус? Да, но фальшивый экземпляр!

Каждая буква использована по одному разу:
- Любя, съешь щипцы, — вздохнёт мэр, — кайф жгуч.
- Шеф взъярён тчк щипцы с эхом гудбай Жюль.
- Эй, жлоб! Где туз? Прячь юных съёмщиц в шкаф.
- Экс-граф? Плюш изъят. Бьём чуждый цен хвощ!
- Эх, чужак! Общий съём цен шляп (юфть) — вдрызг!

Некоторые буквы употреблены более одного раза:
- Съешь ещё этих мягких французских булок, да выпей же чаю — эта легкозапоминающаяся панграмма содержит все буквы русского алфавита. В окне свойств шрифта операционной системы Windows для просмотра кириллических шрифтов используется усечённая версия этой панграммы Съешь еще этих мягких французских булок, да выпей чаю , которая не содержит буквы «ж» и «ё».

На английском языке:
- The quick brown fox jumps over the lazy dog —  наиболее популярная панграмма для английского алфавита, которая известна с конца XIX века[7].
- The five boxing wizards jump quickly
- Pack my box with five dozen liquor jugs
- Sphinx of black quartz, judge my vow